# U-338 (tàu ngầm Đức)
U-338 là một tàu ngầm tấn công  Lớp Type VII thuộc phân lớp Type VIIC được Hải quân Đức Quốc Xã chế tạo trong Chiến tranh Thế giới thứ hai. Nhập biên chế năm 1942, nó đã thực hiện được ba chuyến tuần tra, đánh chìm được bốn tàu buôn với tổng tải trọng 21.927 GRT, gây hư hại cho một tàu buôn tải trọng 7.134 GRT, đồng thời bắn rơi một máy bay ném bom Handley Page Halifax. Trong chuyến tuần tra cuối cùng trong Đại Tây Dương, U-338 bị tàu corvette Canada HMCS Drumheller đánh chìm vào ngày 20 tháng 9, 1943.

## Thiết kế và chế tạo

### Thiết kế

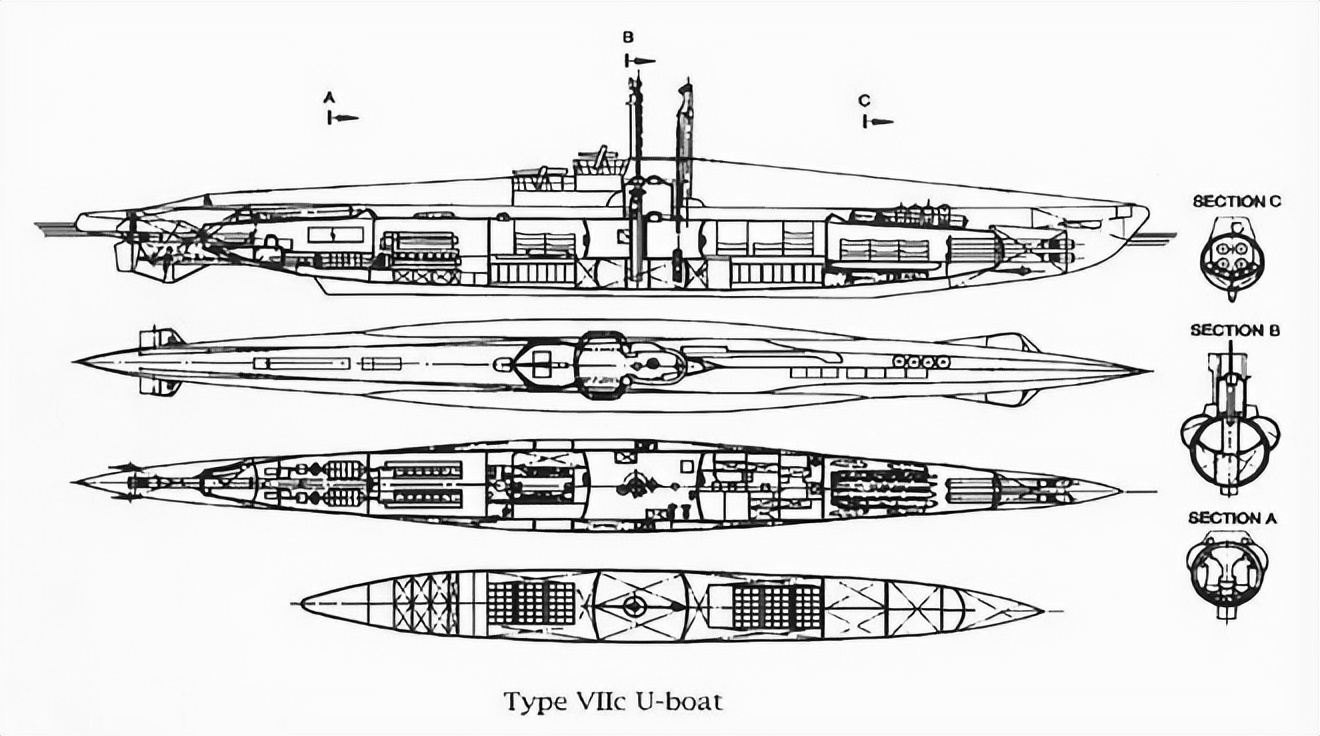
Sơ đồ các mặt cắt một tàu ngầm Type VIIC

Phân lớp VIIC của Tàu ngầm Type VII là một phiên bản VIIB được kéo dài thêm. Chúng có trọng lượng choán nước 769 t (757 tấn Anh) khi nổi và 871 t (857 tấn Anh) khi lặn). Con tàu có chiều dài chung 67,10 m (220 ft 2 in), lớp vỏ trong chịu áp lực dài 50,50 m (165 ft 8 in), mạn tàu rộng 6,20 m (20 ft 4 in), chiều cao 9,60 m (31 ft 6 in) và mớn nước 4,74 m (15 ft 7 in).
Chúng trang bị hai động cơ diesel Germaniawerft F46 siêu tăng áp 6-xy lanh 4 thì, tổng công suất 2.800–3.200 PS (2.100–2.400 kW; 2.800–3.200 bhp), dẫn động hai trục chân vịt đường kính 1,23 m (4,0 ft), cho phép đạt tốc độ tối đa 17,7 kn (32,8 km/h), và tầm hoạt động tối đa 8.500 nmi (15.700 km) khi đi tốc độ đường trường 10 kn (19 km/h). Khi đi ngầm dưới nước, chúng sử dụng hai động cơ/máy phát điện Garbe, Lahmeyer & Co. RP 137/c  tổng công suất 750 PS (550 kW; 740 shp). Tốc độ tối đa khi lặn là 7,6 kn (14,1 km/h), và tầm hoạt động 80 nmi (150 km) ở tốc độ 4 kn (7,4 km/h). Con tàu có khả năng lặn sâu đến 230 m (750 ft).
Vũ khí trang bị có năm ống phóng ngư lôi 53,3 cm (21 in), bao gồm bốn ống trước mũi và một ống phía đuôi, và mang theo tổng cộng 14 quả ngư lôi, hoặc tối đa 22 quả thủy lôi TMA, hoặc 33 quả TMB. Tàu ngầm Type VIIC bố trí một hải pháo 8,8 cm SK C/35 cùng một pháo phòng không 2 cm (0,79 in) trên boong tàu. Thủy thủ đoàn bao gồm 4 sĩ quan và 40-56 thủy thủ.

### Chế tạo
U-338 được đặt hàng vào ngày 21 tháng 11, 1940, và được đặt lườn tại xưởng tàu của hãng Nordseewerke ở Emden vào ngày 4 tháng 4, 1941. Nó được hạ thủy vào ngày 20 tháng 4, 1942, và nhập biên chế cùng Hải quân Đức Quốc Xã vào ngày 25 tháng 6, 1942 dưới quyền chỉ huy của Hạm trưởng, Trung úy Hải quân Manfred Kinzel.

## Lịch sử hoạt động
U-338 mang biệt danh Wildesel (con lừa hoang) do một sự cố lúc con tàu được hạ thủy, chiếc U-boat đã bứt khỏi dây neo, va chạm và làm đắm một tàu kéo nhỏ. Sau khi hoàn tất việc huấn luyện và chạy thử máy trong thành phần Chi hạm đội U-boat 8 tại Danzig, U-338 được điều sang Chi hạm đội U-boat 7 từ ngày 1 tháng 3, 1943 để hoạt động trên tuyến đầu.

### Chuyến tuần tra thứ nhất
U-338 khởi hành từ Kiel vào ngày 23 tháng 2, 1943 cho chuyến tuần tra đầu tiên trong chiến tranh. Nó tiến ra Bắc Hải, rồi băng qua khe GIUK giữa quần đảo Faroe và Iceland để tiến ra vùng biển Bắc Đại Tây Dương về phía Đông Nam Greenland.
Tại đây U-338 gia nhập bầy sói Stürmer vào ngày 11 tháng 3 để phối hợp tấn công Đoàn tàu SC 122, và đến ngày 17 tháng 3 đã phóng hai quả ngư lôi đánh chìm được các tàu buôn Anh Kingsbury 4.898 GRT và chiếc King Gruffydd 5.072 GRT ở vị trí về phía Đông Nam  mũi Farewell, Greenland. Một phút sau đó, U-338 phóng thêm hai quả ngư lôi, và một quả trúng đích đã đánh chìm tàu buôn Hà Lan Alderamin 7.886 GRT; rồi một quả ngư lôi từ ống phóng phía đuôi tàu đã đánh trúng và gây hư hại nặng cho tàu buôn Anh Fort Cedar Lake 7.134 GRT, mà sau đó đã bị tàu ngầm U-665 đánh chìm lúc khoảng giữa trưa. Đến 14 giờ 52 phút, U-338 tiếp tục tấn công Đoàn tàu SC 122 bằng một loạt ngư lôi, và một quả trúng đích đã đánh chìm tàu buôn Hoa Kỳ mang cờ Panama Granville 4.071 GRT.
Trên đường quay trở về căn cứ, trong vịnh Biscay vào ngày 22 tháng 3, U-338 bị một máy bay ném bom Handley Page Halifax thuộc Liên đội 502 Không quân Hoàng gia Anh (RAF) tấn công. Hỏa lực phòng không của chiếc tàu ngầm đã bắn trúng thân và động cơ mạn phải của chiếc Halifax, khiến các quả bom rơi xuống cách xa chiếc tàu ngầm nên chỉ gây hư hại nhẹ. Chiếc Halifax bị rơi xuống biển, khiến tổ lái tám người thiệt mạng ngoại trừ một người duy nhất sống sót, được U-338 cứu vớt và bắt làm tù binh chiến tranh. Chiếc tàu ngầm kết thúc chuyến tuần tra khi về đến cảng St. Nazaire bên bờ biển Đại Tây Dương của Pháp đã bị Đức chiếm đóng, đến nơi vào ngày 24 tháng 3.

### Chuyến tuần tra thứ hai
U-338 xuất phát từ St. Nazaire vào ngày 15 tháng 6 cho chuyến tuần tra thứ hai, nhưng chuyến đi này bị cắt ngắn khi nó bị một máy bay ném bom B-17 Flying Fortress thuộc Liên đội 206 RAF tấn công vào ngày 17 tháng 6. Chiếc tàu ngầm bị hư hại, và sĩ quan hoa tiêu tử trận cùng ba thủy thủ bị thương, nên nó phải kết thúc chuyến tuần tra và quay trở lại cảng vào ngày 21 tháng 6.

### Chuyến tuần tra thứ ba - Bị mất
U-338 lại khởi hành từ St. Nazaire vào ngày 25 tháng 8 cho chuyến tuần tra thứ ba, cũng là chuyến cuối cùng, để hoạt động tại khu vực giữa Đại Tây Dương. Nó gia nhập bầy sói Leuthen vào ngày 15 tháng 9 để phối hợp hoạt động. Đang khi tấn công Đoàn tàu ON 202 vào ngày 20 tháng 9, nó bị một máy bay tuần tra B-24 Liberator phát hiện, nên bị tàu corvette HMCS Drumheller của Hải quân Hoàng gia Canada áp sát và tấn công bằng hải pháo 4 in (100 mm). Chiếc tàu ngầm lặn xuống để ẩn nấp, nhưng bị Drumheller phát hiện qua sonar. Khi chiếc tàu corvette Canada chuẩn bị thả mìn sâu tấn công, nó nghe thấy nhiều tiếng nổ dưới nước, và mục tiêu biến mất. U-338 được cho là đã bị phá hủy do những hư hại chịu đựng do trúng đạn pháo từ Drumheller, và đắm tại tọa độ 57°20′B 30°00′T / 57,333°B 30°T. Toàn bộ 51 thành viên thủy thủ đoàn của U-338 đều đã tử trận.

### "Bầy sói" tham gia
U-338 từng tham gia hai bầy sói:
- Stürmer (11 - 19 tháng 3, 1943)
- Leuthen (15 - 20 tháng 9, 1943)

### Tóm tắt chiến công
U-338 đã đánh chìm được bốn tàu buôn với tổng tải trọng 21.927 GRT, và gây hư hại cho một tàu buôn tải trọng 7.134 GRT:
| Ngày             | Tên tàu         | Quốc tịch      | Tải trọng | Số phận      |
| ---------------- | --------------- | -------------- | --------- | ------------ |
| 17 tháng 3, 1943 | Alderamin       | Netherlands    | 7.886     | Bị đánh chìm |
| 17 tháng 3, 1943 | Fort Cedar Lake | United Kingdom | 7.134     | Bị hư hại    |
| 17 tháng 3, 1943 | Granville       | Panama         | 4.071     | Bị đánh chìm |
| 17 tháng 3, 1943 | King Gruffydd   | United Kingdom | 5.072     | Bị đánh chìm |
| 17 tháng 3, 1943 | Kingsbury       | United Kingdom | 4.898     | Bị đánh chìm |